# Classificació automàtica per la Copa del Món de Rugbi de 2019
La Fase de Classificació automàtica de la Copa del Món de Rugbi de 2019 es va realitzar durant la celebració de la Copa del Món de Rugbi de 2015. Tal com especifica el reglament de l'edició de 2019, els equips classificats entre les tres primeres posicions dels seus grups respectius de la fase de grups d'Anglaterra 2015 es classificaven automàticament per l'edició de 2019.

## Fase de Classificació automàtica de laCopa del Món de Rugbi de 2019

### Grup A
| Equip      | J | G | E | P | Assaigs | Punts favor | Punts contra | Diferència | Punts Bonus | Punts |
| ---------- | - | - | - | - | ------- | ----------- | ------------ | ---------- | ----------- | ----- |
| Austràlia  | 4 | 4 | 0 | 0 | 17      | 141         | 35           | +106       | 1           | 17    |
| Gal·les    | 4 | 3 | 0 | 1 | 11      | 111         | 62           | +49        | 1           | 13    |
| Anglaterra | 4 | 2 | 0 | 2 | 16      | 133         | 75           | +58        | 3           | 11    |
| Fiji       | 4 | 1 | 0 | 3 | 10      | 84          | 101          | –17        | 1           | 5     |
| Uruguai    | 4 | 0 | 0 | 4 | 2       | 30          | 226          | –196       | 0           | 0     |

### Grup B
| Equip        | J | G | E | P | Assaigs | Punts favor | Punts contra | Diferència | Punts Bonus | Punts |
| ------------ | - | - | - | - | ------- | ----------- | ------------ | ---------- | ----------- | ----- |
| Sud-àfrica   | 4 | 3 | 0 | 1 | 23      | 176         | 56           | +120       | 4           | 16    |
| Escòcia      | 4 | 3 | 0 | 1 | 14      | 136         | 93           | +43        | 2           | 14    |
| Japó         | 4 | 3 | 0 | 1 | 9       | 98          | 100          | –2         | 0           | 12    |
| Samoa        | 4 | 1 | 0 | 3 | 7       | 69          | 124          | –55        | 2           | 6     |
| Estats Units | 4 | 0 | 0 | 4 | 5       | 50          | 156          | –106       | 0           | 0     |

### Grup C
| Equip        | J | G | E | P | Assaigs | Punts favor | Punts contra | Diferència | Punts Bonus | Punts |
| ------------ | - | - | - | - | ------- | ----------- | ------------ | ---------- | ----------- | ----- |
| Nova Zelanda | 4 | 4 | 0 | 0 | 25      | 174         | 49           | +125       | 3           | 19    |
| Argentina    | 4 | 3 | 0 | 1 | 22      | 179         | 70           | +109       | 3           | 15    |
| Geòrgia      | 4 | 2 | 0 | 2 | 5       | 53          | 123          | –70        | 0           | 8     |
| Tonga        | 4 | 1 | 0 | 3 | 8       | 70          | 130          | –60        | 2           | 6     |
| Namíbia      | 4 | 0 | 0 | 4 | 8       | 70          | 174          | –104       | 1           | 1     |

### Grup D
| Equip   | J | G | E | P | Assaigs | Punts favor | Punts contra | Diferència | Punts Bonus | Punts |
| ------- | - | - | - | - | ------- | ----------- | ------------ | ---------- | ----------- | ----- |
| Irlanda | 4 | 4 | 0 | 0 | 16      | 134         | 35           | +99        | 2           | 18    |
| França  | 4 | 3 | 0 | 1 | 12      | 120         | 63           | +57        | 2           | 14    |
| Itàlia  | 4 | 2 | 0 | 2 | 7       | 74          | 88           | –14        | 2           | 10    |
| Romania | 4 | 1 | 0 | 3 | 7       | 60          | 129          | –69        | 0           | 4     |
| Canadà  | 4 | 0 | 0 | 4 | 7       | 58          | 131          | –73        | 2           | 2     |

### Equips Classificats
- Japó (Amfitrions)

| Asia Rugby (1) - Japó (Tot i quedar tercer, ja estava classificat com a amfitrió) Rugby Africa (1) - Sud-àfrica Sudamérica Rugby (1) - Argentina | Rugby Europe (7) - Anglaterra - França - Geòrgia - Irlanda - Itàlia - Escòcia - Gal·les | Oceania Rugby (2) - Austràlia - Nova Zelanda |  |